# Magyar Szabadság Párt
A Magyar Szabadság Párt (MSZP) vagy Sulyok-párt rövid életű jobboldali párt volt Magyarországon a második világháború után.

## Története
A pártot 1946. március 15-én alapította Sulyok Dezső, akit három nappal korábban tizenkilenc társával együtt a Baloldali Blokk nyomására mandátumuk megtartása mellett kizártak az FKGP-ből kommunistaellenes magatartásuk miatt. Az új párt elnöke is Sulyok, alelnöke pedig Nagy Vince lett. Működését a kormányzat részéről a kezdetektől fogva nehezítették, így hivatalosan csak három hónappal később, 1946. július 24-én kerültek bejegyzésre. 
A pártnak komoly esélye volt az 1947-es magyarországi országgyűlési választásokon nemcsak a győzelemre, hanem az abszolút többség elnyerésére is, így a választások előtt alig több, mint egy hónappal a kommunisták nyomására úgy módosították a választási törvényt (1945.: VIII. tc.), hogy az biztosan ellehetetlenítse Sulyok és köre indulását. A törvény ennélfogva a „Lex Sulyok” gúnynevet kapta, mivel az a vezetők mellett gyakorlatilag a Magyar Szabadság Párt teljes tagságát, élükön Sulyok Dezső elnökkel, a korabeli ellenzék vezérével kizárta a választható személyek sorából. (Többségük a Horthy-korszakban a kormánypárt országgyűlési képviselője volt)
A Magyar Szabadság Párt a törvénymódosítás elleni tiltakozásul 1947. július 21-én feloszlatta magát. Tagjainak egy része a Magyar Függetlenségi Pártban folytatta tevékenységét, míg más része (köztük Sulyok) távozni kényszerült az országból, vagy letartóztatták.